# Stazioni ferroviarie del Giappone (W)
| Stazioni ferroviarie del Giappone | Stazioni ferroviarie del Giappone | Stazioni ferroviarie del Giappone | Stazioni ferroviarie del Giappone | Stazioni ferroviarie del Giappone | Stazioni ferroviarie del Giappone | Stazioni ferroviarie del Giappone | Stazioni ferroviarie del Giappone | Stazioni ferroviarie del Giappone | Stazioni ferroviarie del Giappone | Stazioni ferroviarie del Giappone | Stazioni ferroviarie del Giappone | Stazioni ferroviarie del Giappone | Stazioni ferroviarie del Giappone | Stazioni ferroviarie del Giappone | Stazioni ferroviarie del Giappone | Stazioni ferroviarie del Giappone | Stazioni ferroviarie del Giappone | Stazioni ferroviarie del Giappone | Stazioni ferroviarie del Giappone | Stazioni ferroviarie del Giappone |
| --------------------------------- | --------------------------------- | --------------------------------- | --------------------------------- | --------------------------------- | --------------------------------- | --------------------------------- | --------------------------------- | --------------------------------- | --------------------------------- | --------------------------------- | --------------------------------- | --------------------------------- | --------------------------------- | --------------------------------- | --------------------------------- | --------------------------------- | --------------------------------- | --------------------------------- | --------------------------------- | --------------------------------- |
| A                                 | B                                 | C                                 | D                                 | E                                 | F                                 | G                                 | H                                 | I                                 | J                                 | KL                                | M                                 | N                                 | OP                                | R                                 | S                                 | T                                 | U                                 | W                                 | Y                                 | Z                                 |

## Lista delle stazioni
| Stazione di Wabuchi              | 和渕駅（わぶち）                                 |
| Stazione di Wabuka               | 和深駅（わぶか）                                 |
| Stazione di Wachi                | 和知駅（わち）                                   |
| Stazione di Wada                 | 和田駅（わだ）                                   |
| Stazione di Wadazuka             | 和田塚駅（わだづか）                             |
| Stazione di Wadagahara           | 和田河原駅（わだがはら）                         |
| Stazione di Wadahama             | 和田浜駅（わだはま）                             |
| Stazione di Wadamachi            | 和田町駅（わだまち）                             |
| Stazione di Wadamisaki           | 和田岬駅（わだみさき）                           |
| Stazione di Wadaura              | 和田浦駅（わだうら）                             |
| Stazione di Wadayama             | 和田山駅（わだやま）                             |
| Stazione di Wado                 | 和戸駅（わど）                                   |
| Stazione di Wadō Kuroya          | 和銅黒谷駅（わどうくろや）                       |
| Stazione di Wajiki               | 和食駅（わじき）                                 |
| Stazione di Wajiro               | 和白駅（わじろ）                                 |
| Stazione di Wakaba               | 若葉駅（わかば）                                 |
| Stazione di Wakabadai            | 若葉台駅（わかばだい）                           |
| Stazione di Wakabayashi (Aichi)  | 若林駅 (愛知県)（わかばやし）                    |
| Stazione di Wakabayashi (Tokyo)  | 若林駅 (東京都)（わかばやし）                    |
| Stazione di Wakae-Iwata          | 若江岩田駅（わかえいわた）                       |
| Stazione di Wakaguri             | 若栗駅（わかぐり）                               |
| Stazione di Wakaho               | 若穂駅（わかほ）                                 |
| Stazione di Wakai                | 若井駅（わかい）                                 |
| Stazione di Wakamatsu            | 若松駅（わかまつ）                               |
| Stazione di Wakamatsu-Kawada     | 若松河田駅（わかまつかわだ）                     |
| Stazione di Wakamiya             | 若宮駅（わかみや）                               |
| Stazione di Wakasa               | 若桜駅（わかさ）                                 |
| Stazione di Wakasa-Arita         | 若狭有田駅（わかさありた）                       |
| Stazione di Wakasa-Hongō         | 若狭本郷駅（わかさほんごう）                     |
| Stazione di Wakasa-Takahama      | 若狭高浜駅（わかさたかはま）                     |
| Stazione di Wakasa-Wada          | 若狭和田駅（わかさわだ）                         |
| Stazione di Waka-Sennin          | 和賀仙人駅（わかせんにん）                       |
| Stazione di Wakayama             | 和歌山駅（わかやま）                             |
| Stazione di Wakayamadaigakumae   | 和歌山大学前駅（わかやまだいがくまえ）           |
| Stazione di Wakayamakō           | 和歌山港駅（わかやまこう）                       |
| Stazione di Wakayamashi          | 和歌山市駅（わかやまし）                         |
| Stazione di Wakayanagi           | 若柳駅（わかやなぎ）                             |
| Stazione di Wake                 | 和気駅（わけ）                                   |
| Stazione di Waki                 | 和木駅（わき）                                   |
| Stazione di Wakigami             | 掖上駅（わきがみ）                               |
| Stazione di Wakimoto             | 脇本駅（わきもと）                               |
| Stazione di Wakinoda             | 脇野田駅（わきのだ）                             |
| Stazione di Wakinosawa           | 脇ノ沢駅（わきのさわ）                           |
| Stazione di Wakkanai             | 稚内駅（わっかない）                             |
| Stazione di Wakōshi              | 和光市駅（わこうし）                             |
| Stazione di Wakuraonsen          | 和倉温泉駅（わくらおんせん）                     |
| Stazione di Wakuya               | 涌谷駅（わくや）                                 |
| Stazione di Wani                 | 和邇駅（わに）                                   |
| Stazione di Wanishi              | 輪西駅（わにし）                                 |
| Stazione di Warabi               | 蕨駅（わらび）                                   |
| Stazione di Warabitai            | 蕨岱駅（わらびたい）                             |
| Stazione di Waridashi            | 割出駅（わりだし）                               |
| Stazione di Wasa                 | 和佐駅（わさ）                                   |
| Stazione di Waseda (Toden)       | 早稲田駅 (東京都交通局)（わせだ）                |
| Stazione di Waseda (Tokyo Metro) | 早稲田駅（わせだ）                               |
| Stazione di Washibetsu           | 鷲別駅（わしべつ）                               |
| Stazione di Washizu              | 鷲津駅（わしづ）                                 |
| Stazione di Washizuka-Haribara   | 鷲塚針原駅（わしづかはりばら）                   |
| Stazione di Washinomiya          | 鷲宮駅（わしのみや）                             |
| Stazione di Washinosu            | 鷲ノ巣駅（わしのす）                             |
| Stazione di Wassamu              | 和寒駅（わっさむ）                               |
| Stazione di Watada               | 和多田駅（わただ）                               |
| Stazione di Watanabebashi        | 渡辺橋駅（わたなべばし）                         |
| Stazione di Watanabedōri         | 渡辺通駅（わたなべどおり）                       |
| Stazione di Watanoha             | 渡波駅（わたのは）                               |
| Stazione di Watarase             | 渡瀬駅 (群馬県)（わたらせ）                      |
| Stazione di Watari (Kumamoto)    | 渡駅（わたり）                                   |
| Stazione di Watari (Miyagi)      | 亘理駅（わたり）                                 |
| Stazione di Watarigawa           | 渡川駅（わたりがわ）                             |
| Stazione di Watauchi             | 綿内駅（わたうち）                               |
| Stazione di Wataze               | 渡瀬駅 (福岡県)（わたぜ）                        |
| Stazione di Wespa Tsubakiyama    | ウェスパ椿山駅（うぇすぱつばきやま）             |
| Stazione di Woody Town Chūō      | ウッディタウン中央駅（うっでぃたうんちゅうおう） |